# Witvleugelbekarde
De witvleugelbekarde (Pachyramphus polychopterus) is een zangvogel uit de familie Tityridae.

## Verspreiding en leefgebied
Deze soort komt wijdverspreid voor in Midden- en Zuid-Amerika en telt acht ondersoorten:
- P. p. similis: van Guatemala tot NW-Colombia.
- P. p. cinereiventris: N-Colombia.
- P. p. dorsalis: W-Colombia en NW-Ecuador.
- P. p. tenebrosus: ZO-Colombia, O-Ecuador en NO-Peru.
- P. p. tristis: NO-Colombia, Venezuela, de Guyana's en NO-Brazilië, Trinidad.
- P. p. nigriventris: van O-Colombia en Z-Venezuela via W-Brazilië tot O-Peru en N-Bolivia.
- P. p. polychopterus: O-Brazilië.
- P. p. spixii: van O-Bolivia tot O- en ZO-Brazilië, Uruguay, N-Argentinië en Paraguay.

## Status
De grootte van de populatie is in 2008 geschat op 5-50 miljoen volwassen vogels. Op de Rode lijst van de IUCN heeft deze soort de status niet bedreigd.